# Consolida staminosa
Consolida staminosa és una espècie que pertany a la família de les ranunculàcies.

## Descripció
Consolida staminosa és una planta herbàcia anual.

## Distribució i hàbitat
Consolida staminosa creix a Turquia a l'Anatòlia interior.

## Taxonomia
Consolida staminosa va ser descrita per Peter Hadland Davis i Friederike Sorger i publicat a Notes from the Royal Botanic Garden, Edinburgh 40: 89, a l'any 1982.
Etimologia
Veure:Consolida
staminosa: epítet
Sinonímia
- Delphinium staminosum (P. H. Davis & Sorger) Jabbour.[1]